# Polana coverra
Polana coverra är en insektsart som beskrevs av Delong 1979. Polana coverra ingår i släktet Polana och familjen dvärgstritar. Inga underarter finns listade i Catalogue of Life.